# EFL Championship
English Football League Championship (thường được gọi ngắn gọn là Championship hoặc Sky Bet Championship vì lý do tài trợ) là hạng đấu cao nhất của English Football League (EFL) và là hạng đấu cao thứ nhì của hệ thống giải bóng đá tại Anh chỉ sau Premier League.
Mỗi mùa giải, hai đội kết thúc ở vị trí cao nhất sẽ được tự động thăng hạng lên Premier League. Các đội kết thúc mùa giải ở vị trí từ thứ 3 đến thứ 6 tham dự vòng playoff, với đội thắng cũng giành quyền thăng hạng lên Premier League. Ba đội kết thúc ở vị trí thấp nhất sẽ bị xuống hạng đến League One.
Sau khi giải bóng đá Hạng nhất Anh (Football League First Division) đổi tên thành Giải bóng đá Ngoại Hạng Anh (English Premier League) thì Hạng nhì Anh cũng đổi tên thành Giải Hạng nhất Anh (Football League First Division), nhưng chỉ sử dụng đến cuối mùa giải 2003-04. Kể từ đầu mùa giải 2004-05, tên chính thức của giải này là Football League Championship nhưng cái tên Giải hạng nhất Anh vẫn thường xuyên được nhiều người Việt Nam nhắc đến khi đề cập tới giải đấu này. Giống như các hạng đấu khác của hệ thống bóng đá chuyên nghiệp nước Anh, các câu lạc bộ từ xứ Wales có thể tham gia giải đấu. Điều này khiến cho EFL Championship trở thành một giải đấu xuyên biên giới.

## Lịch sử
Giải đấu này được thành lập năm 1892 với tên gọi Football League Second Division (Giải hạng hai). Đến năm 1993, Giải đấu được đổi tên thành Football League First Division. Đến mùa giải 2004-2005, thì đổi tên thành Football League Championship.
Ngày 30 tháng 9 năm 2009, Nhà tài trợ Coca-Cola đã công bố họ sẽ kết thúc hợp đồng tài trợ với Football League vào cuối  mùa giải 2009-10. Vào ngày 16 tháng 3 năm 2010, RWE Npower đã được công bố là nhà tài trợ mới của Football League. Đầu mùa giải 2010-11 đến mùa giải 2012-13 thì Football League Championship được đổi tên thành Championship Npower.
Ngày 18 tháng 7 năm 2013, Nhà tài trợ giải đấu mới đó là hãng cá cược Sky Bet công bố một thỏa thuận tài trợ 5 năm cho giải đấu này.

## Thể lệ giải đấu
Có 24 câu lạc bộ tại giải đấu. Trong một mùa giải (thường là từ tháng 8 tới tháng 5 năm sau) mỗi câu lạc bộ sẽ thi đấu với các đối thủ khác 2 lần (vòng tròn 2 lượt), 1 trận sân nhà và 1 trận sân khách, tổng cộng có 46 vòng đấu, 552 trận đấu. Các đội sẽ giành được 3 điểm/trận thắng và 1 điểm/trận hòa. Không có điểm khi thua trận. Các đội sẽ được xếp hạng theo tổng số điểm giành được, rồi sau đó mới xét tới hiệu số bàn thắng, và số bàn ghi được. Nếu vẫn bằng điểm nhau, các đội sẽ được tính là xếp cùng vị trí. Nếu việc bằng nhau đó quyết định tới chức vô địch, xuống hạng hay giành quyền tham dự 1 giải đấu khác, 1 trận play-off sẽ được diễn ra trên sân trung lập để xác định thứ hạng.
Khi giải đấu kết thúc vào cuối mùa giải, đội vô địch, đội á quân và đội vô địch play-offs Championship sẽ thăng hạng lên Ngoại hạng Anh và ba đội đứng cuối bảng sẽ xuống chơi tại League One. Play-offs Championship là vòng đấu loại trực tiếp dành cho các đội kết thúc mùa giải từ vị trí thứ ba đến thứ sáu, đội chiến thắng được thăng hạng lên Premier League. Ở vòng loại trực tiếp, đội xếp thứ ba đấu với đội xếp thứ sáu và đội xếp thứ tư đấu với đội xếp thứ năm trong các trận bán kết hai lượt đi (sân nhà và sân khách). Đội chiến thắng trong mỗi trận bán kết sau đó sẽ thi đấu một trận duy nhất trên sân vận động Wembley với phần thưởng là suất thăng hạng Premier League và cúp vô địch play-off.

## Các đội hiện tại
24 đội bóng sau sẽ tham gia EFL Championship mùa giải 2022-2023.
| Câu lạc bộ           | Vị trí mùa 2021-2022                             | Địa điểm                  | Sân vận động                    | Sức chứa |
| -------------------- | ------------------------------------------------ | ------------------------- | ------------------------------- | -------- |
| Birmingham City      | 20th                                             | Birmingham                | St Andrew's Stadium             | 29,409   |
| Blackburn Rovers     | 8th                                              | Blackburn                 | Ewood Park                      | 31,367   |
| Blackpool            | 16th                                             | Blackpool                 | Bloomfield Road                 | 17,338   |
| Bristol City         | 17th                                             | Bristol                   | Ashton Gate                     | 27,000   |
| Burnley              | thứ 18 tại Premier League (xuống hạng)           | Burnley                   | Turf Moor                       | 21,944   |
| Cardiff City         | 18th                                             | Cardiff                   | Cardiff City Stadium            | 33,316   |
| Coventry City        | 12th                                             | Coventry                  | Coventry Building Society Arena | 32,609   |
| Huddersfield Town    | 3rd                                              | Huddersfield              | John Smith's Stadium            | 24,121   |
| Hull City            | 19th                                             | Kingston upon Hull        | MKM Stadium                     | 25,400   |
| Luton Town           | 6th                                              | Luton                     | Kenilworth Road                 | 10,356   |
| Middlesbrough        | 7th                                              | Middlesbrough             | Riverside Stadium               | 34,742   |
| Millwall             | 9th                                              | London (South Bermondsey) | The Den                         | 20,146   |
| Norwich City         | thứ 18 tại Premier League (xuống hạng)           | Norwich                   | Carrow Road                     | 27,244   |
| Preston North End    | 13th                                             | Preston                   | Deepdale                        | 23,408   |
| Queens Park Rangers  | 11th                                             | London (Shepherd's Bush)  | Kiyan Prince Foundation Stadium | 18,360   |
| Reading              | 21st                                             | Reading                   | Select Car Leasing Stadium      | 24,200   |
| Rotherham United     | thứ 2 tại League One (thăng hạng)                | Rotherham                 | New York Stadium                | 12,021   |
| Sheffield United     | 5th                                              | Sheffield                 | Bramall Lane                    | 32,050   |
| Stoke City           | 14th                                             | Stoke-on-Trent            | bet365 Stadium                  | 30,089   |
| Sunderland           | thứu 5 tại League One (thăng hạng qua play-offs) | Sunderland                | Stadium of Light                | 49,000   |
| Swansea City         | 15th                                             | Swansea                   | Liberty Stadium                 | 21,088   |
| Watford              | thứ 19 tại Premier League (xuống hạng)           | Watford                   | Vicarage Road                   | 22,200   |
| West Bromwich Albion | 10th                                             | West Bromwich             | The Hawthorns                   | 26,688   |
| Wigan Athletic       | thứ 1 tại League One (thăng hạng)                | Wigan                     | DW Stadium                      | 25,133   |

## Lịch sử các đội vô địch

### Vô địch giải đấu, Á quân và thắng play-off
| Mùa giải | Vô địch                    | Á quân                    | Thắng play-off               | Tỷ số         | Thua play-off                 |
| -------- | -------------------------- | ------------------------- | ---------------------------- | ------------- | ----------------------------- |
| 2004–05  | Sunderland 94              | Wigan Athletic 87         | West Ham United 73 (6th)     | 1–0           | Preston North End 75 (5th)    |
| 2005–06  | Reading 106                | Sheffield United 90       | Watford 81 (3rd)             | 3–0           | Leeds United 78 (5th)         |
| 2006–07  | Sunderland 88              | Birmingham City 86        | Derby County 84 (3rd)        | 1–0           | West Bromwich Albion 76 (4th) |
| 2007–08  | West Bromwich Albion 81    | Stoke City 79             | Hull City 75 (3rd)           | 1–0           | Bristol City 74 (4th)         |
| 2008–09  | Wolverhampton Wanderers 90 | Birmingham City 83        | Burnley 76 (5th)             | 1–0           | Sheffield United 80 (3rd)     |
| 2009–10  | Newcastle United 102       | West Bromwich Albion 91   | Blackpool 70 (6th)           | 3–2           | Cardiff City 76 (4th)         |
| 2010–11  | Queens Park Rangers 88     | Norwich City1 84          | Swansea City 80 (3rd)        | 4–2           | Reading 77 (5th)              |
| 2011–12  | Reading 89                 | Southampton 88            | West Ham United 86 (3rd)     | 2–1           | Blackpool 75 (5th)            |
| 2012–13  | Cardiff City 87            | Hull City 79              | Crystal Palace 72 (5th)      | 1–0 (a.e.t)   | Watford 77 (3rd)              |
| 2013–14  | Leicester City 102         | Burnley2 93               | Queens Park Rangers 80 (4th) | 1–0           | Derby County 85 (3rd)         |
| 2014–15  | Bournemouth 90             | Watford 89                | Norwich City 86 (3rd)        | 2–0           | Middlesbrough 85 (4th)        |
| 2015–16  | Burnley 93                 | Middlesbrough 89          | Hull City 83 (4th)           | 1–0           | Sheffield Wednesday 74 (6th)  |
| 2016–17  | Newcastle United 94        | Brighton & Hove Albion 93 | Huddersfield Town 81 (5th)   | 0–0 (4–3 pen) | Reading 85 (3rd)              |
| 2017–18  | Wolverhampton Wanderers 99 | Cardiff City 90           | Fulham 88 (3rd)              | 1–0           | Aston Villa 83 (4th)          |
| 2018–19  | Norwich City 94            | Sheffield United 89       | Aston Villa 76 (5th)         | 2-1           | Derby County 74 (6th)         |
| 2019–20  | Leeds United 93            | West Bromwich Albion 83   | Fulham 81 (4th)              | 2-1 (a.e.t)   | Brentford 81 (3rd)            |
| 2020–21  | Norwich City 97            | Watford 91                | Brentford 87 (3rd)           | 2-0           | Swansea City 80 (4th)         |
| 2021–22  | Fulham 90                  | Bournemouth 88            | Nottingham Forest 80 (4th)   | 1-0           | Huddersfield Town 82 (3rd)    |
| 2022–23  | Burnley 101                | Sheffield United 91       | Luton Town 80 (3rd)          | 1-1 (6-5 pen) | Coventry City 70 (5th)        |
| 2023–24  | Leicester City 97          | Ipswich Town 96           | Southampton 87 (4th)         | 1-0           | Leeds United 90 (3rd)         |

1 When Norwich City gained promotion to the Premier League they were the first team to be relegated to, relegated from, promoted to and promoted from the Championship.

2 When Burnley were promoted in second place with 93 points, they had set a record for the most points for a second-placed team. This record was subsequently matched by Brighton & Hove Albion in the 2016–17 season when they finished second with 93 points.
For past winners at this level before 2004, see List of winners of English Football League Championship and predecessors

### Các đội xuống hạng (Từ Championship xuống League One)
| Mùa giải | Câu lạc bộ                                                                |
| -------- | ------------------------------------------------------------------------- |
| 2004–05  | Gillingham (50), Nottingham Forest (44), Rotherham United (29)            |
| 2005–06  | Crewe Alexandra (42), Millwall (40), Brighton & Hove Albion (38)          |
| 2006–07  | Southend United (42), Luton Town (40), Leeds United (36)                  |
| 2007–08  | Leicester City (52), Scunthorpe United (46), Colchester United (38)       |
| 2008–09  | Norwich City (46), Southampton (45), Charlton Athletic (39)               |
| 2009–10  | Sheffield Wednesday (47), Plymouth Argyle (41), Peterborough United (34)  |
| 2010–11  | Preston North End (42), Sheffield United (42), Scunthorpe United (42)     |
| 2011–12  | Portsmouth (40), Coventry City (40), Doncaster Rovers (36)                |
| 2012–13  | Peterborough United (54), Wolverhampton Wanderers (51), Bristol City (41) |
| 2013–14  | Doncaster Rovers (44), Barnsley (39), Yeovil Town (37)                    |
| 2014–15  | Millwall (41), Wigan Athletic (39), Blackpool (26)                        |
| 2015–16  | Charlton Athletic (40), Milton Keynes Dons (39), Bolton Wanderers (30)    |
| 2016–17  | Blackburn Rovers (51), Wigan Athletic (42), Rotherham United (23)         |
| 2017–18  | Barnsley (41), Burton Albion (41), Sunderland (37)                        |
| 2018–19  | Rotherham United (40), Bolton Wanderers (32), Ipswich Town (31)           |
| 2019–20  | Charlton Athletic (48), Wigan Athletic (47), Hull City (45)               |
| 2020–21  | Wycombe Wanderers (43), Rotherham United (42), Sheffield Wednesday (41)   |
| 2021–22  | Peterborough United (37), Derby County (34), Barnsley (30)                |
| 2022–23  | Reading (44), Blackpool (44), Wigan Athletic (39)                         |
| 2023–24  | Birmingham City (50), Huddersfield Town (45), Rotherham United (27)       |

### Các đội xuống hạng (từ Premier League xuống Championship)
| Mùa giải | Câu lạc bộ                                                                 |
| -------- | -------------------------------------------------------------------------- |
| 2004–05  | Crystal Palace (33), Norwich City (33), Southampton (32)                   |
| 2005–06  | Birmingham City (34), West Bromwich Albion (30), Sunderland (15)           |
| 2006–07  | Sheffield United (38), Charlton Athletic (34), Watford (29)                |
| 2007–08  | Reading (36), Birmingham City (35), Derby County (11)                      |
| 2008–09  | Newcastle United (34), Middlesbrough (32), West Bromwich Albion (32)       |
| 2009–10  | Burnley (30), Hull City (30), Portsmouth (19)                              |
| 2010–11  | Birmingham City (39), Blackpool (39), West Ham United (33)                 |
| 2011–12  | Bolton Wanderers (36), Blackburn Rovers (31), Wolverhampton Wanderers (25) |
| 2012–13  | Wigan Athletic (36), Reading (28), Queens Park Rangers (25)                |
| 2013–14  | Norwich City (33), Fulham (32), Cardiff City (30)                          |
| 2014–15  | Hull City (35), Burnley (33), Queens Park Rangers (30)                     |
| 2015–16  | Newcastle United (37), Norwich City (34), Aston Villa (17)                 |
| 2016–17  | Hull City (34), Middlesbrough (28), Sunderland (24)                        |
| 2017–18  | Swansea City (33), Stoke City (33), West Bromwich Albion (31)              |
| 2018–19  | Cardiff City (34), Fulham (26), Huddersfield Town (15)                     |
| 2019–20  | Bournemouth (34), Watford (34), Norwich City (21)                          |
| 2020–21  | Fulham (28), West Bromwich Albion (26), Sheffield United (23)              |
| 2021–22  | Burnley (35), Watford (23), Norwich City (22)                              |
| 2022–23  | Leicester City (34), Leeds United (31), Southampton (25)                   |
| 2023–24  | Luton Town (26), Burnley (24), Sheffield United (16)                       |

### Các đội bóng thăng hạng (Từ League One lên Championship)
| Mùa giải | Câu lạc bộ                                                                                   |
| -------- | -------------------------------------------------------------------------------------------- |
| 2004–05  | Luton Town (98), Hull City (86), Sheffield Wednesday (Play-off winners) (72)                 |
| 2005–06  | Southend United (82), Colchester United (79), Barnsley (Play-off winners) (72)               |
| 2006–07  | Scunthorpe United (91), Bristol City (85), Blackpool (Play-off winners) (83)                 |
| 2007–08  | Swansea City (91), Nottingham Forest (82), Doncaster Rovers (Play-off winners) (80)          |
| 2008–09  | Leicester City (96), Peterborough United (89), Scunthorpe United (Play-off winners) (76)     |
| 2009–10  | Norwich City (95), Leeds United (86), Millwall (Play-off winners) (85)                       |
| 2010–11  | Brighton & Hove Albion (95), Southampton (92), Peterborough United (Play-off winners) (79)   |
| 2011–12  | Charlton Athletic (101), Sheffield Wednesday (93), Huddersfield Town (Play-off winners) (81) |
| 2012–13  | Doncaster Rovers (84), Bournemouth (83), Yeovil Town (Play-off winners) (77)                 |
| 2013–14  | Wolverhampton Wanderers (103), Brentford (94), Rotherham United (Play-off winners) (86)      |
| 2014–15  | Bristol City (99), Milton Keynes Dons (91), Preston North End (Play-off winners) (89)        |
| 2015–16  | Wigan Athletic (87), Burton Albion (85), Barnsley (Play-off winners) (74)                    |
| 2016–17  | Sheffield United (100), Bolton Wanderers (87), Millwall (Play-off winners) (73)              |
| 2017–18  | Wigan Athletic (98), Blackburn Rovers (96), Rotherham United (Play-off winners) (79)         |
| 2018–19  | Luton Town (94), Barnsley (91), Charlton Athletic (Play-off winners) (88)                    |
| 2019-20  | Coventry City (67), Rotherham United (62), Wycombe Wanderers (Play-off winners) (59)         |
| 2020-21  | Hull City (89), Peterborough United (87), Blackpool (Play-off winners) (80)                  |
| 2021-22  | Wigan Athletic (92), Rotherham United (90), Sunderland (Play-off winners) (84)               |
| 2022-23  | Plymouth Argyle (101), Ipswich Town (98), Sheffield Wednesday (Play-off winners) (96)        |
| 2023-24  | Portsmouth (97), Derby County (92), Oxford United (Play-off winners) (77)                    |

## Các cầu thủ ghi bàn hàng đầu
| Mùa giải | Cầu thủ             | Câu lạc bộ                              | Số bàn thắng |
| -------- | ------------------- | --------------------------------------- | ------------ |
| 2004–05  | Nathan Ellington    | Wigan Athletic                          | 24           |
| 2005–06  | Marlon King         | Watford                                 | 21           |
| 2006–07  | Jamie Cureton       | Reading                                 | 23           |
| 2007–08  | Sylvan Ebanks-Blake | Plymouth Argyle Wolverhampton Wanderers | 23           |
| 2008–09  | Sylvan Ebanks-Blake | Wolverhampton Wanderers                 | 25           |
| 2009–10  | Peter Whittingham   | Cardiff City                            | 20           |
| 2009–10  | Nicky Maynard       | Bristol City                            | 20           |
| 2010–11  | Danny Graham        | Watford                                 | 24           |
| 2011–12  | Rickie Lambert      | Southampton                             | 27           |
| 2012–13  | Glenn Murray        | Crystal Palace                          | 30           |
| 2013–14  | Ross McCormack      | Leeds United                            | 28           |
| 2014–15  | Daryl Murphy        | Ipswich Town                            | 27           |
| 2015–16  | Andre Gray          | Burnley                                 | 25           |
| 2016–17  | Chris Wood          | Leeds United                            | 27           |
| 2017–18  | Matěj Vydra         | Derby County                            | 21           |
| 2018–19  | Teemu Pukki         | Norwich City                            | 29           |
| 2019–20  | Aleksandar Mitrović | Fulham                                  | 26           |
| 2020–21  | Ivan Toney          | Brentford                               | 33           |
| 2021–22  | Aleksandar Mitrović | Fulham                                  | 43           |
| 2022–23  | Chuba Akpom         | Middlesbrough                           | 28           |
| 2023–24  | Sammie Szmodics     | Blackburn Rovers                        | 27           |